# Shuyak
Shuyak (citata anche Chouyak, Chugak, Shooiack) è un'isola nella parte settentrionale dell'arcipelago Kodiak ed è situata nel golfo dell'Alaska, (USA).
Si trova subito a nord di Afognak, da cui la separa lo stretto di Shuyak. A nord della sua punta settentrionale, nel braccio di mare (Stevenson Entrance) che dà accesso a Cook Inlet si trovano le isole Barren, le più settentrionali dell'arcipelago Kodiak.
L'isola ha una superficie di 168,3 km² e, secondo stime ufficiali aveva solo 4 abitanti nel 2000. La maggior parte del suo territorio fa parte dell'Alaska's Shuyak Island State Park. L'economia dell'isola si basa sul turismo: campeggio, pesca sportiva, caccia, e kayak.
Il suo nome nativo è stato registrato nel 1785 da G.I. Šelichov, e sembra essere la stessa isola registrata da Juan Francisco de la Bodega y Quadra nelle sue mappe, nel 1791, con il nome di Isla de Bonilla.